# 2018–2019-es UEFA-bajnokok ligája (egyenes kieséses szakasz)
A 2018–2019-es UEFA-bajnokok ligája egyenes kieséses szakasza 2019. február 12-én kezdődik, és június 1-jén ér véget. Az egyenes kieséses szakaszban az a tizenhat csapat vett részt, amelyek a csoportkör során a saját csoportjuk első két helyének valamelyikén végeztek.

## Fordulók és időpontok
| Forduló       | Sorsolás dátuma    | 1. mérkőzés                                          | 2. mérkőzés                                          |
| ------------- | ------------------ | ---------------------------------------------------- | ---------------------------------------------------- |
| Nyolcaddöntők | 2018. december 17. | 2019. február 12–13., 19–20.                         | 2019. március 5–6., 12–13.                           |
| Negyeddöntők  | 2019. március 15.  | 2019. április 9–10.                                  | 2019. április 16–17.                                 |
| Elődöntők     | 2019. április 19.  | 2019. április 30–május 1.                            | 2019. május 7–8.                                     |
| Döntő         | 2019. április 19.  | 2019. június 1., Wanda Metropolitano Stadion, Madrid | 2019. június 1., Wanda Metropolitano Stadion, Madrid |

## Lebonyolítás
A döntő kivételével mindegyik mérkőzés oda-visszavágós rendszerben zajlott. A két találkozó végén az összesítésben jobbnak bizonyuló csapatok jutottak tovább a következő körbe. Ha az összesítésnél az eredmény döntetlen volt, akkor az idegenben több gólt szerző csapat jutott tovább. Amennyiben az idegenben lőtt gólok száma is azonos volt, akkor 30 perces hosszabbítást rendeztek a visszavágó rendes játékidejének lejárta után. Ha a 2x15 perces hosszabbításban gólt/gólokat szerzett mindkét együttes, és az összesített állás egyenlő volt, akkor a vendég csapat jutott tovább idegenben szerzett góllal/gólokkal. Gólnélküli hosszabbítás esetén büntetőpárbajra került sor. A döntőt egy mérkőzés keretében rendezték meg.
A nyolcaddöntők sorsolásakor figyelembe vették, hogy minden párosításnál egy csoportgyőztes és egy másik csoport csoportmásodika mérkőzzön egymással. Az egyetlen korlátozás a sorsoláskor, hogy a nyolcaddöntőkben azonos nemzetű együttesek, illetve az azonos csoportból továbbjutó csapatok nem szerepelhettek egymás ellen. A negyeddöntőktől kezdődően ez a korlátozás nem volt érvényben. A döntőt egy mérkőzés keretében rendezték meg.

## Továbbjutott csapatok
| Színmagyarázat     |
| ------------------ |
| Kiemelt csapat     |
| Nem kiemelt csapat |

| Csoport   | Csoportelső         | Csoportmásodik     |
| --------- | ------------------- | ------------------ |
| A csoport | Borussia Dortmund   | Atlético de Madrid |
| B csoport | FC Barcelona        | Tottenham Hotspur  |
| C csoport | Paris Saint-Germain | Liverpool FC       |
| D csoport | FC Porto            | Schalke 04         |
| E csoport | Bayern München      | Ajax               |
| F csoport | Manchester City     | Olympique Lyonnais |
| G csoport | Real Madrid         | AS Roma            |
| H csoport | Juventus            | Manchester United  |

## Nyolcaddöntők
A nyolcaddöntők sorsolását 2018. december 17-én tartották. Az első mérkőzéseket 2019. február 12. és 20. között, a visszavágókat március 5. és 13. között játszották.

### Párosítások
| 1. csapat          | Össz.Tooltip Aggregate score | 2. csapat           | 1. mérk. | 2. mérk.   |
| ------------------ | ---------------------------- | ------------------- | -------- | ---------- |
| Schalke 04         | 2–10                         | Manchester City     | 2–3      | 0–7        |
| Atlético de Madrid | 2–3                          | Juventus            | 2–0      | 0–3        |
| Manchester United  | 3–3 (i.g.)                   | Paris Saint-Germain | 0–2      | 3–1        |
| Tottenham Hotspur  | 4–0                          | Borussia Dortmund   | 3–0      | 1–0        |
| Olympique Lyonnais | 1–5                          | FC Barcelona        | 0–0      | 1–5        |
| AS Roma            | 3–4                          | FC Porto            | 2–1      | 1–3 (h.u.) |
| Ajax               | 5–3                          | Real Madrid         | 1–2      | 4–1        |
| Liverpool FC       | 3–1                          | Bayern München      | 0–0      | 3–1        |

### Mérkőzések
| 2019. február 20. 21:00 |

| Schalke 04                             | 2–3               | Manchester City                  |
| -------------------------------------- | ----------------- | -------------------------------- |
| Bentaleb 38' (11-esből) 45' (11-esből) | (2–1) Jegyzőkönyv | Agüero 18' Sané 85' Sterling 90' |

| Veltins-Arena, Gelsenkirchen Játékvezető: Carlos del Cerro Grande (spanyol) |

| 2019. március 12. 21:00 (20:00 GMT) |

| Manchester City                                                                  | 7–0               | Schalke 04 |
| -------------------------------------------------------------------------------- | ----------------- | ---------- |
| Agüero 35' (11-esből) 38' Sané 43' Sterling 56' B. Silva 71' Foden 78' Jesus 84' | (3–0) Jegyzőkönyv |            |

| City of Manchester Stadion, Manchester Játékvezető: Clément Turpin (francia) |

| 2019. február 20. 21:00 |

| Atlético de Madrid    | 2–0               | Juventus |
| --------------------- | ----------------- | -------- |
| Giménez 78' Godín 83' | (0–0) Jegyzőkönyv |          |

| Wanda Metropolitano Stadion, Madrid Játékvezető: Felix Zwayer (német) |

| 2019. március 12. 21:00 |

| Juventus                       | 3–0               | Atlético de Madrid |
| ------------------------------ | ----------------- | ------------------ |
| Ronaldo 27' 48' 86' (11-esből) | (1–0) Jegyzőkönyv |                    |

| Juventus Stadion, Torino Játékvezető: Björn Kuipers (holland) |

| 2019. február 12. 21:00 (20:00 GMT) |

| Manchester United | 0–2               | Paris Saint-Germain     |
| ----------------- | ----------------- | ----------------------- |
|                   | (0–0) Jegyzőkönyv | Kimpembe 53' Mbappé 60' |

| Old Trafford, Manchester Játékvezető: Daniele Orsato (olasz) |

| 2019. március 6. 21:00 |

| Paris Saint-Germain | 1–3               | Manchester United                       |
| ------------------- | ----------------- | --------------------------------------- |
| Bernat 12'          | (1–2) Jegyzőkönyv | Lukaku 2' 30' Rashford 90+4' (11-esből) |

| Parc des Princes, Párizs Játékvezető: Damir Skomina (szlovén) |

| 2019. február 13. 21:00 (20:00 GMT) |

| Tottenham Hotspur                   | 3–0               | Borussia Dortmund |
| ----------------------------------- | ----------------- | ----------------- |
| Son 47' Vertonghen 83' Llorente 86' | (0–0) Jegyzőkönyv |                   |

| Wembley Stadion, London Játékvezető: Antonio Mateu Lahoz (spanyol) |

| 2019. március 5. 21:00 |

| Borussia Dortmund | 0–1               | Tottenham Hotspur |
| ----------------- | ----------------- | ----------------- |
|                   | (0–0) Jegyzőkönyv | Kane 49'          |

| Westfalenstadion, Dortmund Játékvezető: Danny Makkelie (holland) |

| 2019. február 19. 21:00 |

| Olympique Lyonnais | 0–0         | FC Barcelona |
| ------------------ | ----------- | ------------ |
|                    | Jegyzőkönyv |              |

| Parc Olympique Lyonnais, Décines-Charpieu Játékvezető: Cüneyt Çakır (török) |

| 2019. március 13. 21:00 |

| FC Barcelona                                                | 5–1               | Olympique Lyonnais |
| ----------------------------------------------------------- | ----------------- | ------------------ |
| Messi 17' (11-esből) 78' Coutinho 31' Piqué 81' Dembélé 86' | (2–0) Jegyzőkönyv | Tousart 58'        |

| Camp Nou, Barcelona Játékvezető: Szymon Marciniak (lengyel) |

| 2019. február 12. 21:00 |

| AS Roma         | 2–1               | FC Porto  |
| --------------- | ----------------- | --------- |
| Zaniolo 70' 76' | (0–0) Jegyzőkönyv | López 79' |

| Stadio Olimpico, Róma Játékvezető: Danny Makkelie (holland) |

| 2019. március 6. 21:00 (20:00 WET) |

| FC Porto                                     | 3–1 (h. u.)                 | AS Roma                 |
| -------------------------------------------- | --------------------------- | ----------------------- |
| Soares 26' Marega 52' Telles 117' (11-esből) | (1–1, 2–1, 2–1) Jegyzőkönyv | De Rossi 37' (11-esből) |

| Estádio do Dragão, Porto Játékvezető: Cüneyt Çakır (török) |

| 2019. február 13. 21:00 |

| Ajax      | 1–2   | Real Madrid             |
| --------- | ----- | ----------------------- |
| Zíjes 75' | (0–0) | Benzema 60' Asensio 87' |

| Johan Cruijff Arena, Amszterdam Játékvezető: Damir Skomina (szlovén) |

| 2019. március 5. 21:00 |

| Real Madrid | 1–4               | Ajax                                    |
| ----------- | ----------------- | --------------------------------------- |
| Asensio 70' | (0–2) Jegyzőkönyv | Zíjes 7' Neres 18' Tadić 62' Schöne 72' |

| Santiago Bernabéu, Madrid Játékvezető: Felix Brych (német) |

| 2019. február 19. 21:00 (20:00 GMT) |

| Liverpool FC | 0–0         | Bayern München |
| ------------ | ----------- | -------------- |
|              | Jegyzőkönyv |                |

| Anfield, Liverpool Játékvezető: Gianluca Rocchi (olasz) |

| 2019. március 13. 21:00 |

| Bayern München    | 1–3               | Liverpool FC              |
| ----------------- | ----------------- | ------------------------- |
| Matip 39' (öngól) | (1–1) Jegyzőkönyv | Mané 26' 84' Van Dijk 69' |

| Allianz Arena, München Játékvezető: Daniele Orsato (olasz) |

## Negyeddöntők
A negyeddöntők, az elődöntők és a döntő pályaválasztójának sorsolását 2019. március 15-én tartották. Az első mérkőzéseket 2019. április 9-én és 10-én, a visszavágókat április 16-án és 17-én játszották.

### Párosítások
| 1. csapat         | Össz.Tooltip Aggregate score | 2. csapat       | 1. mérk. | 2. mérk. |
| ----------------- | ---------------------------- | --------------- | -------- | -------- |
| Ajax              | 3–2                          | Juventus        | 1–1      | 2–1      |
| Liverpool FC      | 6–1                          | FC Porto        | 2–0      | 4–1      |
| Tottenham Hotspur | 4–4 (i.g.)                   | Manchester City | 1–0      | 3–4      |
| Manchester United | 0–4                          | FC Barcelona    | 0–1      | 0–3      |

1. ↑  A sorsoláshoz képest a pályaválasztói jogot felcserélték.

### Mérkőzések
| 2019. április 10. 21:00 |

| Ajax      | 1–1               | Juventus    |
| --------- | ----------------- | ----------- |
| Neres 46' | (0–1) Jegyzőkönyv | Ronaldo 45' |

| Johan Cruyff Arena, Amszterdam Játékvezető: Carlos del Cerro Grande (spanyol) |

| 2019. április 16. 21:00 |

| Juventus    | 1–2               | Ajax                        |
| ----------- | ----------------- | --------------------------- |
| Ronaldo 28' | (1–1) Jegyzőkönyv | Van de Beek 34' De Ligt 67' |

| Juventus Stadion, Torino Játékvezető: Clément Turpin (francia) |

| 2019. április 9. 21:00 (20:00 BST) |

| Liverpool FC         | 2–0               | FC Porto |
| -------------------- | ----------------- | -------- |
| Keïta 5' Firmino 26' | (2–0) Jegyzőkönyv |          |

| Anfield, Liverpool Játékvezető: Antonio Mateu Lahoz (spanyol) |

| 2019. április 17. 21:00 (20:00 WEST) |

| FC Porto    | 1–4               | Liverpool FC                                |
| ----------- | ----------------- | ------------------------------------------- |
| Militão 69' | (0–1) Jegyzőkönyv | Mané 26' Salah 65' Firmino 77' Van Dijk 84' |

| Estádio do Dragão, Porto Játékvezető: Danny Makkelie (holland) |

| 2019. április 9. 21:00 (20:00 BST) |

| Tottenham Hotspur | 1–0               | Manchester City |
| ----------------- | ----------------- | --------------- |
| Szon Hungmin 78'  | (0–0) Jegyzőkönyv |                 |

| Tottenham Hotspur Stadion, London Játékvezető: Björn Kuipers (holland) |

| 2019. április 17. 21:00 (20:00 BST) |

| Manchester City                         | 4–3               | Tottenham Hotspur                |
| --------------------------------------- | ----------------- | -------------------------------- |
| Sterling 4' 21' B. Silva 11' Agüero 59' | (3–2) Jegyzőkönyv | Szon Hungmin 7' 10' Llorente 73' |

| City of Manchester Stadion, Manchester Játékvezető: Cüneyt Çakır (török) |

| 2019. április 10. 21:00 (20:00 BST) |

| Manchester United | 0–1               | FC Barcelona     |
| ----------------- | ----------------- | ---------------- |
|                   | (0–1) Jegyzőkönyv | Shaw 12' (öngól) |

| Old Trafford, Manchester Játékvezető: Gianluca Rocchi (olasz) |

| 2019. április 16. 21:00 |

| FC Barcelona               | 3–0               | Manchester United |
| -------------------------- | ----------------- | ----------------- |
| Messi 16' 20' Coutinho 61' | (2–0) Jegyzőkönyv |                   |

| Camp Nou, Barcelona Játékvezető: Felix Brych (német) |

## Elődöntők
Az első mérkőzéseket 2019. április 30-án és május 1-jén, a visszavágókat május 7-én és 8-án játsszák.

### Párosítások
| 1. csapat         | Össz.Tooltip Aggregate score | 2. csapat    | 1. mérk. | 2. mérk. |
| ----------------- | ---------------------------- | ------------ | -------- | -------- |
| Tottenham Hotspur | 3–3 (i.g.)                   | Ajax         | 0–1      | 3–2      |
| FC Barcelona      | 3–4                          | Liverpool FC | 3–0      | 0–4      |

### Mérkőzések
| 2019. április 30. 21:00 (20:00 BST) |

| Tottenham Hotspur | 0–1               | Ajax            |
| ----------------- | ----------------- | --------------- |
|                   | (0–1) Jegyzőkönyv | Van de Beek 15' |

| Tottenham Hotspur Stadion, London Játékvezető: Antonio Mateu Lahoz (spanyol) |

| 2019. május 8. 21:00 |

| Ajax                 | 2–3               | Tottenham Hotspur   |
| -------------------- | ----------------- | ------------------- |
| De Ligt 5' Zíjes 35' | (2–0) Jegyzőkönyv | Lucas 55' 59' 90+6' |

| Johan Cruijff Arena, Amszterdam Játékvezető: Felix Brych (német) |

| 2019. május 1. 21:00 |

| FC Barcelona             | 3–0               | Liverpool FC |
| ------------------------ | ----------------- | ------------ |
| Suárez 26' Messi 75' 82' | (1–0) Jegyzőkönyv |              |

| Camp Nou, Barcelona Játékvezető: Björn Kuipers (holland) |

| 2019. május 7. 21:00 (20:00 BST) |

| Liverpool FC                   | 4–0               | FC Barcelona |
| ------------------------------ | ----------------- | ------------ |
| Origi 7' 79' Wijnaldum 54' 56' | (1–0) Jegyzőkönyv |              |

| Anfield, Liverpool Játékvezető: Cüneyt Çakır (török) |

## Döntő
| 2019. június 1. 21:00 |

| Tottenham Hotspur | 0–2               | Liverpool FC                   |
| ----------------- | ----------------- | ------------------------------ |
|                   | (0–1) Jegyzőkönyv | Szaláh 2' (11-esből) Origi 87' |

| Wanda Metropolitano Stadion, Madrid Nézőszám: 63 272 Játékvezető: Damir Skomina (szlovén) |